# Transpoziție Curtius
Transpoziția Curtius (sau degradarea Curtius, se pronunță de obicei „Curțius”) este o reacție de descompunere termică a acil-azidelor la azot gazos și izocianat, prin intermediul unei nitrene. Reacția a fost descrisă pentru prima dată de către Theodor Curtius în anul 1885. Ulterior, se pot aplica diverse reacții de atac nucleofil (de exemplu, cu apa, când avem o reacție de hidroliză, cu alcoolii sau cu aminele) asupra izocianatului pentru obținerea aminei corespunzătoare, a unui carbamat și respectiv a unui derivat de uree. Au fost publicate câteva revizuiri ale reacției.

## Mecanism
În trecut, se credea că transpoziția Curtius implica un mecanism de reacție în două etape, cu pierderea azotului gazos și formarea unei acil-nitrene (compusul 2), urmată de migrarea grupei R (transpoziția propriu-zisă) cu obținerea unui izocianat (compusul 3). Totuși, cercetări mai noi au indicat faptul că descompunerea termică este un proces concertat, așadar ambele etape au loc concomitent. De aceea, la sfârșitul reacției nu se observă vreo urmă de nitrenă sau de produși secundari de adiție sau de inserție. De asemenea, calculele termodinamice indică și ele posibilitatea unui mecanism de natură concertată.

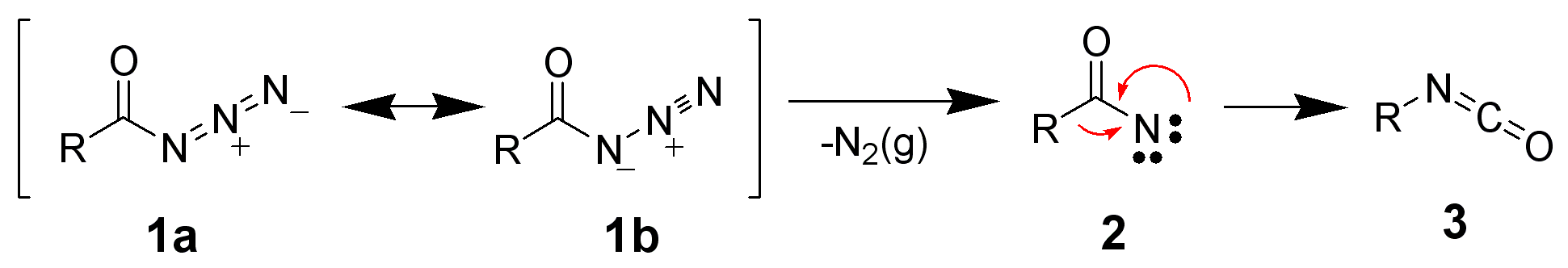
Mecanismul transpoziției Curtius

Migrarea are loc cu menținerea configurației grupei R. Izocianatul format poate suferi o reacție de atac nucleofil prin reacționarea cu apă (hidroliză), alcooli sau amine primare, formând amine, carbamați și respectiv derivați de uree.